# حليمة دمعية
الحليمة الدمعية (بالإنجليزية: Lacrimal papilla) هي ارتفاع مخروطي صغير، يوجد على هامش كل جفن في الزاوية القاعدية للبحيرة الدمعية. قمته بها ثقب صغير يطلق عليه النقطة الدمعية وهي بداية القناة الدمعية.

## روابط خارجية
- Description at uams.edu نسخة محفوظة 28 أغسطس 2006 على موقع واي باك مشين.